# Quarterolle
Quarterolle, auch Quarterolla, war ein Volumenmaß für Getreide im Kirchenstaat Rom.
- 1 Quarterolla = 1/8 Rubbio = 2 Starelli = 11 Quartucci = 36,808 Liter[1]